# Firestone
Firestone Tire and Rubber Company — североамериканская компания, базирующейся в городе Акрон, Огайо. Производитель шин для автомобилей, сельскохозяйственной техники, тяжёлых грузовиков и автобусов, а также резиновых изделий для промышленности. В середине XX века Firestone являлась одним из крупнейших производителей шин в мире, одним из лидеров в производстве шин для автоспорта. На протяжении многих лет компания была основным поставщиком шин для автоконцерна Ford.

## История

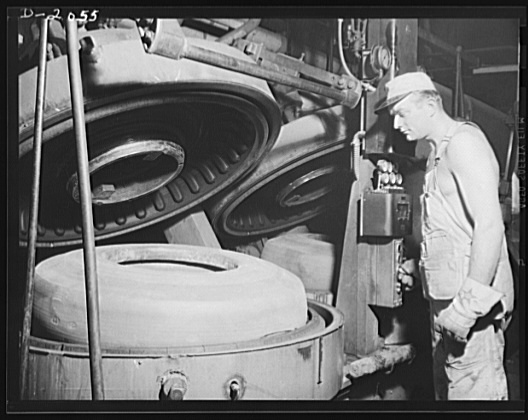
Изготовление шин на заводе Firestone, Акрон (Огайо), декабрь 1941

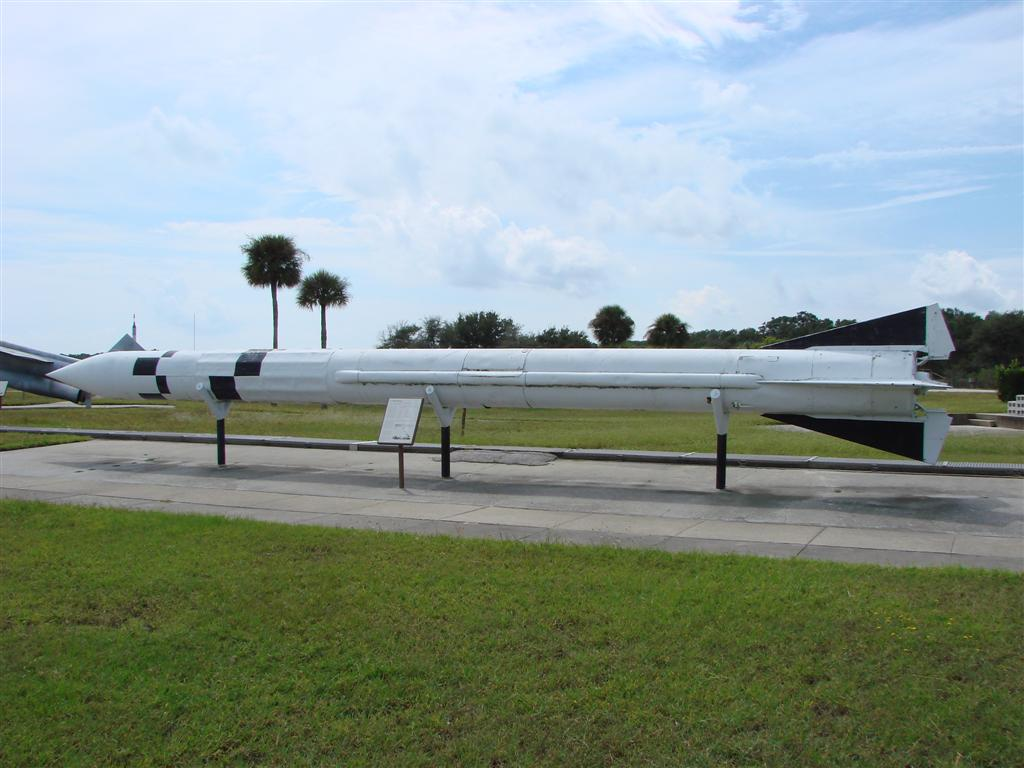
MGM-5 Corporal, первая американская управляемая ядерная ракета

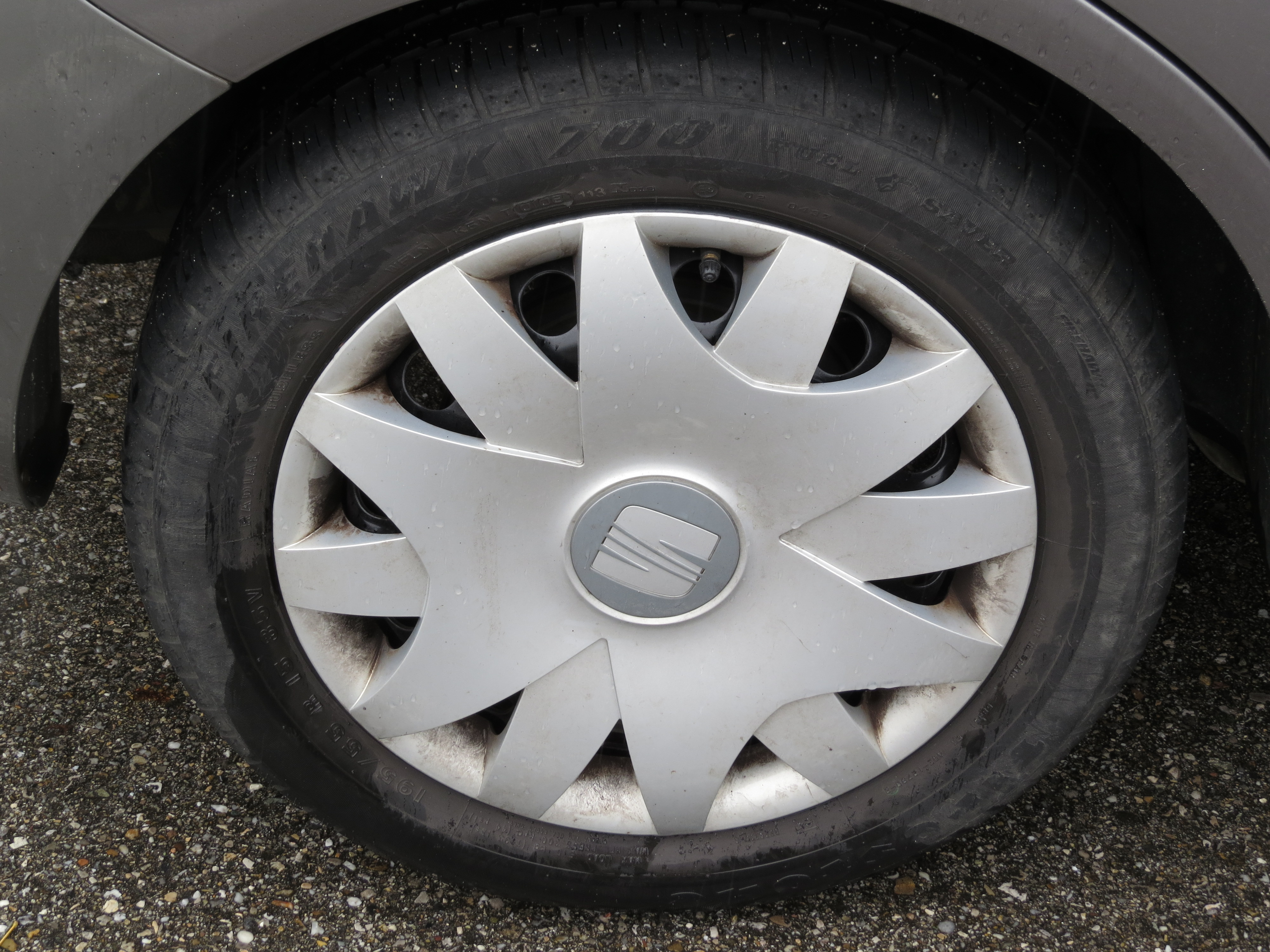
Firestone Firehawk 700 195/55 R 15 (2017)

Основанная Харви Файрстоуном в 1900 году в Акроне, Огайо для производства пневматических шин, Файрстоун стала пионером в массовом производстве шин. 
В годы Холодной войны она даже производила ядерные ракеты MGM-5 Corporal. 
В 1988 году Firestone была приобретена японской корпорацией Bridgestone.

## Военная продукция
Компания «Файрстоун» является важным элементом военно-промышленного комплекса США, крупным подрядчиком военных заказов всех видов вооружённых сил и родов войск США.

### Вторая мировая война
В годы Второй мировой войны «Файрстоун» стала лидером в производстве аэростатов и аэрозондов военного назначения (затем, к производству подключилась «Гудьер», на две эти компании пришлось свыше 18 тыс. аэростатов и воздушных зондов военного назначения). Кроме летательных аппаратов легче воздуха, «Файрстоун» заняла нишу производства десантных планеров, самозатягивающихся (пулестойких) топливных баков из полимерных материалов, кислородных баллонов, наполнителя для внутреннего пространства крыльев и других аэродинамических элементов, а равно колёс и тормозных колодок для летательных аппаратов тяжелее воздуха. В сегменте вооружения пехоты выпускались установки, лафеты полуприцепного (для сухопутных войск) и тумбового типа (для флота) и других узлов зенитных орудий Bofors (более того, компания открыла целую школу для подготовки мастеров по эксплуатации и обслуживанию зенитной артиллерии). В сегменте сухопутной военной техники, «Файрстоун» вместе с «Гудьер» и «Юнайтед Стейтс раббер» выпускали обрезиненные танковые траки для гусеничной бронетехники и шины с покрышками для колёсной бронетехники, кроме того «Файрстоун» штамповала танковые башни, надувные резиновые лодки, а также понтоны для наведения понтонных переправ и форсирования водных преград. Инженерами компании «Файрстоун» были спроектированы и изготовлены несколько опытных танков и самоходных артиллерийских установок T18, T41, T47 и T52, которые однако не были приняты на вооружение и не пошли в серию, оставшись в единичных экземплярах. Также не пошли в серийное производство многоцелевые военные вертолёты XR-9 и XR-14, разработанные на завершающем этапе войны и эксплуатировавшиеся в опытном порядке в первые послевоенные годы. В плане оснащения пехотных частей, «Файрстоун» выпускала противогазы, военную обувь различных наименований и моделей, а также подкладки для стальных касок и шлемов. Для флота изготавливались отдельные узлы подводных лодок. Для снабжения войск в целом, был налажен выпуск боеприпасов, начиная от мин и заканчивая снарядами, а также звеньев пулемётных лент, — получив крупный государственный подряд, компанией был создан целый конгломерат патронных и снарядных заводов (арсеналов). Лабораторными подразделениями компании проводились интенсивные научно-исследовательские работы в области создания высокопрочных полимерных материалов. Кроме того, «Файрстоун» выпускала модифицированное винилиденхлоридное моноволокно (сокр. PVC), более известное как велон, закупавшееся производителями армейских и гражданских плащ-накидок, палаток, шлангов, а также автопроизводителями для отделки интерьера автотранспортных средств. Всего в годы Второй мировой войны, военная продукция выпускалась на 48 предприятиях «Файрстоун» в США и за рубежом.

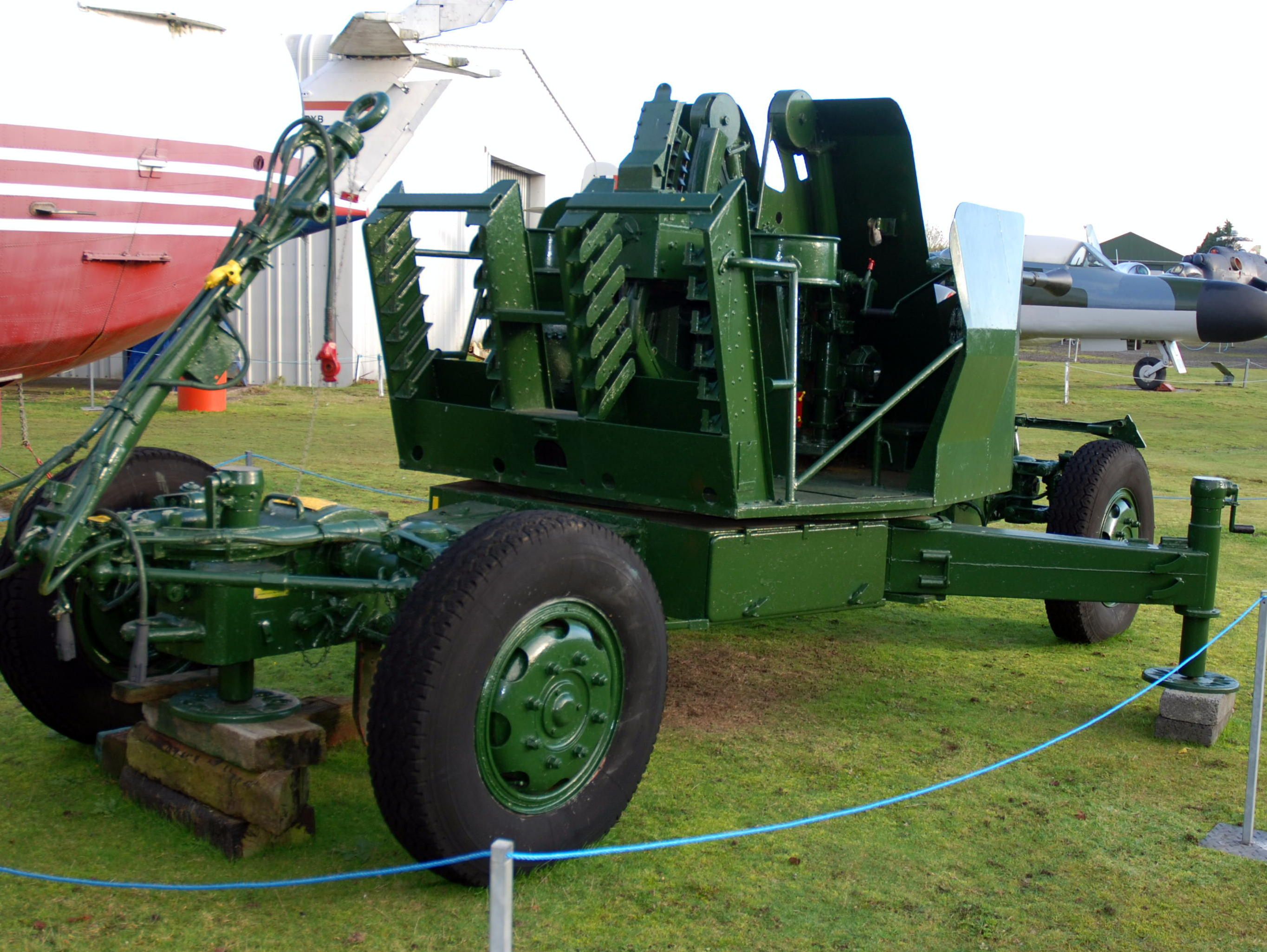
колёсный артиллерийский лафет T62
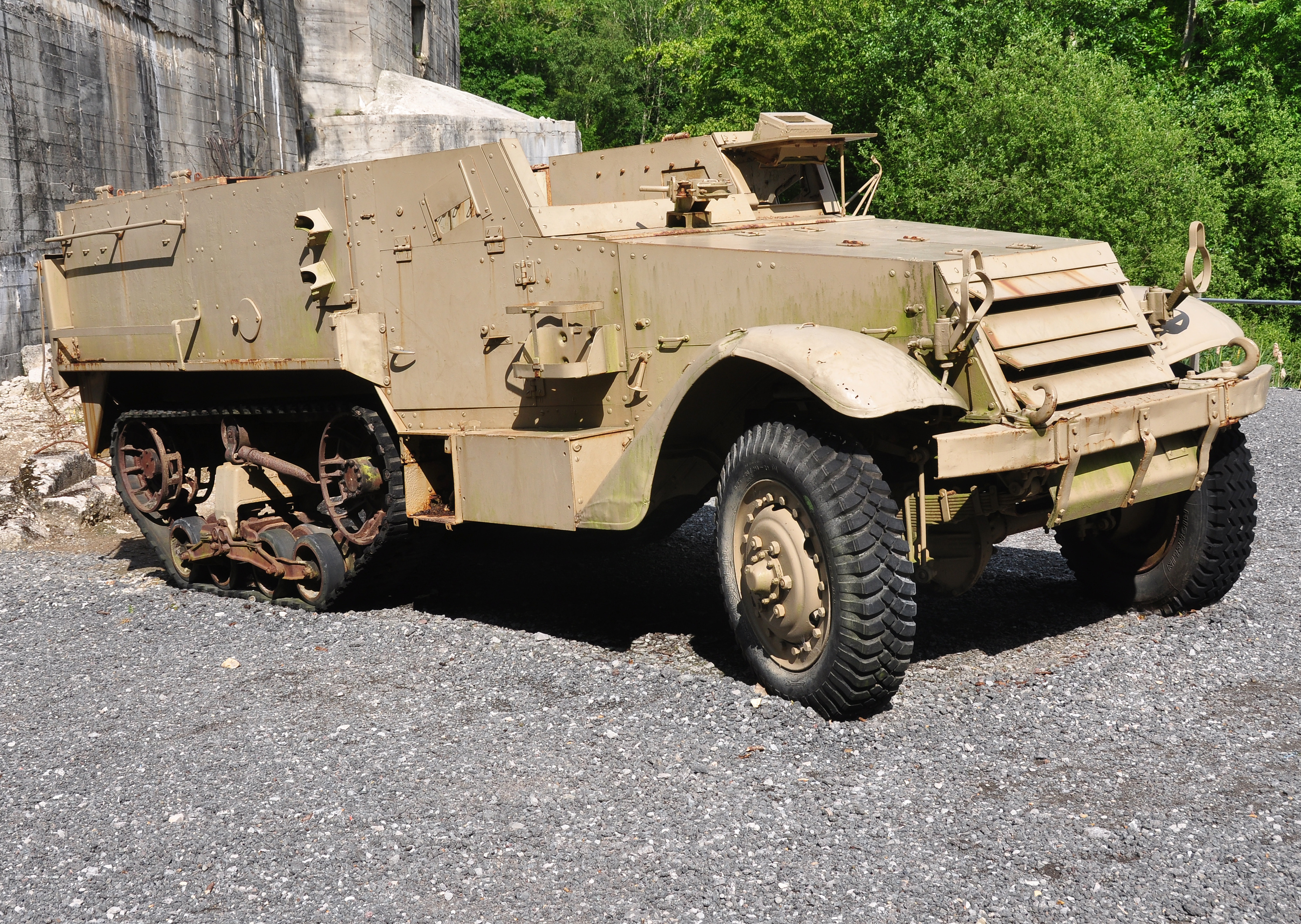
бронетранспортёр M2
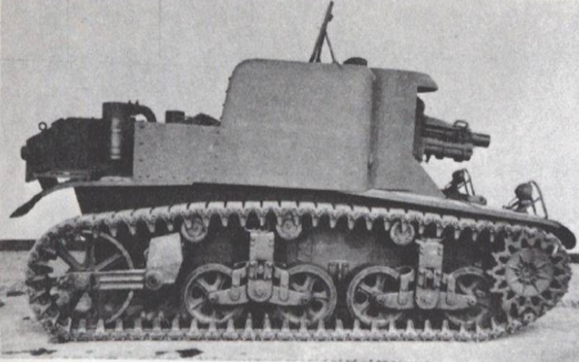
опытная самоходная артиллерийская установка T18
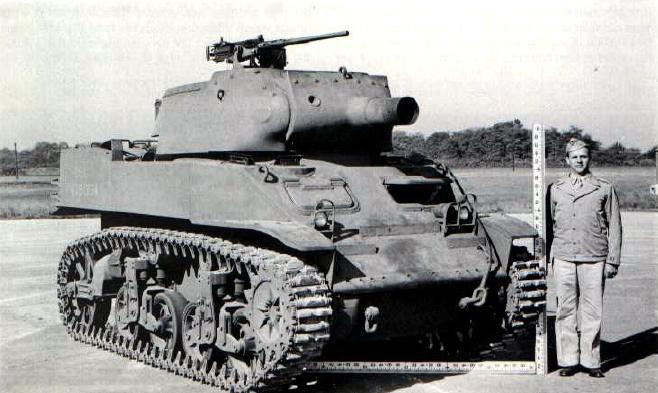
опытная самоходная артиллерийская установка T47
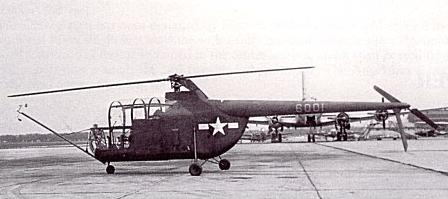
опытный многоцелевой вертолёт XR-9B

### Корейская война
В годы Корейской войны компания продолжила серийное производство боеприпасов на имеющихся производственных мощностях, к которым добавились новые, например, специально созданный для этих целей Равеннский арсенал.

### Холодная война

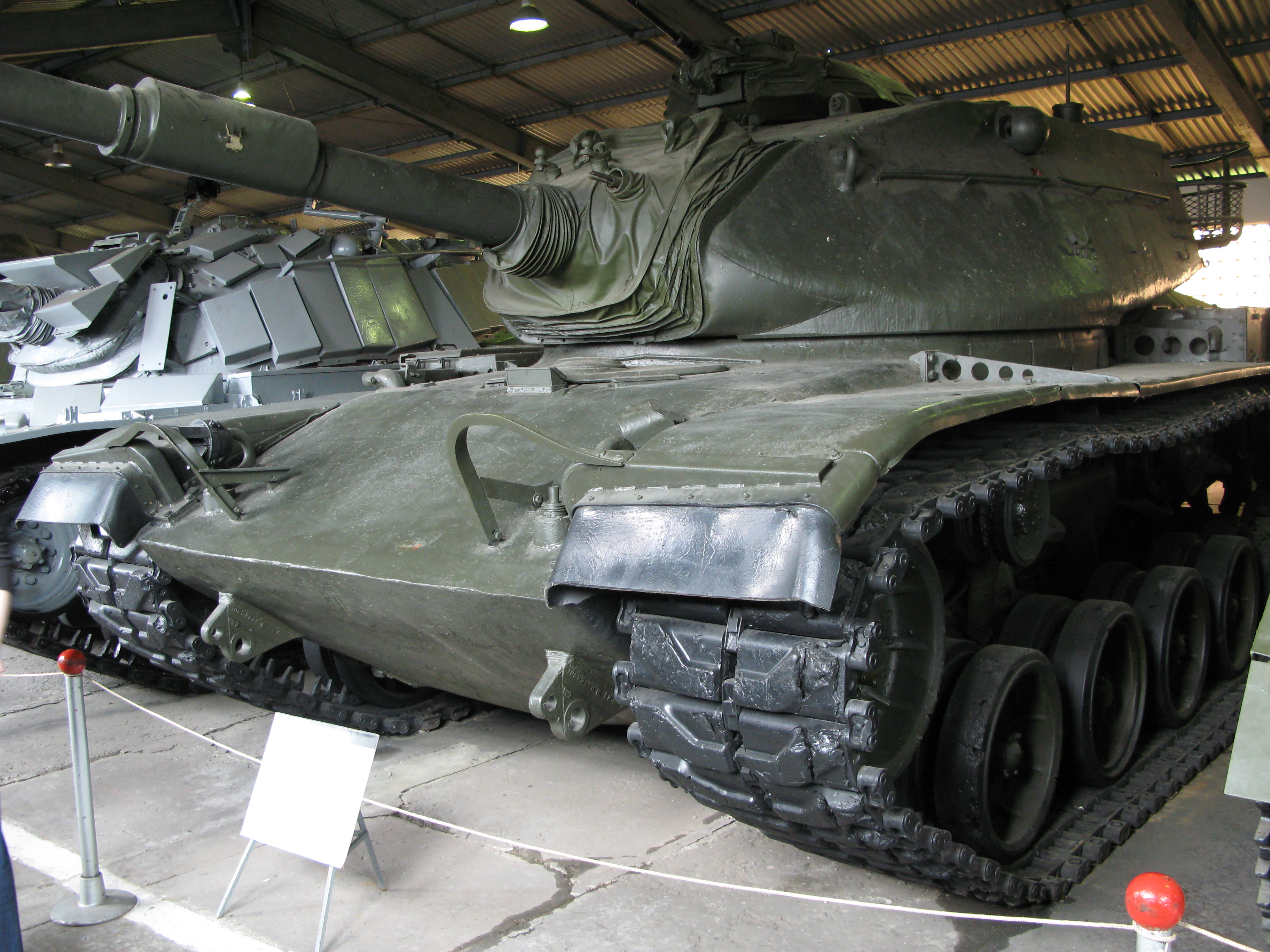
Обрезиненные траки для бронетехники различного типа наподобие представленного на фото танка M60 составляли одну из основных статей военного дохода компании

В годы Холодной войны «Файрстоун» диверсифицировала линейку военной продукции за счёт выхода на рынок ракетного оружия (компания изготавливала главным образом боевые части для ракет и управляемых авиабомб, а также транспортно-пусковые контейнеры и пусковые трубы для ракетного оружия всех категорий мобильности, кроме стационарных ракетных комплексов). Инженерно-технические работники компании осуществляли полевое инженерное обслуживание армейских ракетных вооружений. Продолжался выпуск обрезиненных траков для бронетехники: M48, M60, M88, M113, M118, M728 и др., а также покрышки и шины для военных грузовиков и автомобилей повышенной проходимости. Кроме того, «Файрстоун» изготавливала специальные материалы для покрытия взлётно-посадочных полос и рулёжных дорожек военных аэродромов, нефтеналивные ёмкости, резиновые надувные аварийно-спасательные плоты различной вместимости (стандартные — пятнадцатиместные) для судов службы военно-морских перевозок ВМС США, системы подачи топлива (Amphibious Assault Fuel System, сокр. AAFS) для тактических группировок наземных сил и авиации морской пехоты США. Средний годовой объём военных заказов колебался в пределах от 50 до 100 млн долларов, в зависимости от степени интенсивности американского военного вмешательства в различных регионах мира.

### Производство
- Подразделение Firestone Defense (полное название Defense Research and Products Division) в Акроне, Огайо, занималось проектированием и изготовлением кумулятивных боевых частей для ракет и различных типов боеприпасов,[5] в частности для: противотанковых ракет «Тоу»,[6] «Дракон»,[7] «Хеллфайер», «Танк брейкер», 105-мм, 155-мм, 175-мм, 203-мм снарядов[8], а также пулестойких колёс для колёсной боевой техники[9].
- Научно-исследовательские лаборатории «Файрстоун» (Firestone Research Laboratories), Акрон, Огайо — проведение НИОКР различной тематики;
- Акронский завод, Акрон, Огайо — был построен за 50 суток, отвечал за выпуск резиновых изделий и лафетов для артиллерии;
- Небраскинский оружейный завод, Мид, Сондерс, Небраска — заработал на полную мощь 18 марта 1943 г. В годы Второй мировой войны на заводе работало до 8 тыс. человек. За время войны выпущено свыше 2,8 млн авиабомб. Менеджмент завода осуществлялся филиалом Firestone — Nebraska Defense Corporation;[10]
- Равеннский арсенал, Равенна, Огайо. Сначала администрировался компанией по контракту, а затем был выкуплен в частную собственность (28 октября 1982 года продан компании Rockcor, Inc.).

## Филиалы
- Hamill Manufacturing Company, Вашингтон и Имлей-Сити, Мичиган — производство автомобильных кресел для водителей и пассажиров, сидений для детей, детских колясок, а также подушек безопасности.
- Firestone Steel Products of Canada, Лондон, Онтарио, Канада — чёрная металлургия.

- Decor Metal Products Ltd, Мидленд, Онтарио, Канада — изготовление штампованных металлических деталей для предметов автомобильного интерьера (филиал продан корпорации TRW).

- Physics International Company, Сан-Леандро и Окленд, Калифорния — разработка боевых частей ракет, подземные ядерные испытания, сейсмологические исследования,[11] изучение различных факторов ядерного взрыва[12] (филиал продан компании Rockcor, Inc.).

- Terradynamics Corporation (совместное предприятие с госкомпанией Planet Oil and Mineral Corporation) Сан-Рамон, Калифорния — разработка нефтегазоносных и других месторождений минералов и полезных ископаемых методом подземного ядерного и неядерного взрыва.